# Ashburton (Devon)
Ashburton è un paese di 3 909 abitanti della contea del Devon, in Inghilterra.